# 巴塘紫菀属
巴塘紫菀属（学名：Geothamnus）为菊科的一个属。其模式种基名为巴塘紫菀（Aster batangensis Bureau & Franch.）。

## 下属物种
本属包括以下物种：
- 巴塘紫菀 Geothamnus batangensis (Bureau & Franch.) G.L.Nesom